# Jívová
Jívová (auparavant Jivavá ou Jivová ; en allemand : Giebau) est une commune du district et de la région d'Olomouc, en Tchéquie. Sa population s'élevait à 648 habitants en 2023.

## Géographie
Jívová se trouve à 8 km à l'est-sud-est de Šternberk, à 17 km au nord-est d'Olomouc, à 64 km à l'ouest-sud-ouest d'Ostrava et à 216 km à l'est-sud-est de Prague.
La commune est limitée par Hraničné Petrovice au nord, par Domašov nad Bystřicí au nord-est, par la zone militaire de Libavá à l'est, par Hlubočky et Dolany au sud, et par Domašov u Šternberka à l'ouest.

## Histoire
La première mention écrite de la localité date de 1220.

## Transports
Par la route, Jívová se trouve à 12 km de Šternberk, à 19 km d'Olomouc et à 255 km de Prague.